# Atlantis Armenian Airlines
Atlantis Armenian Airlines LLC,, также известная как Atlantis European Airways, — упразднённая армянская авиакомпания со штаб-квартирой в Ереване.
20 февраля 2021 года перевозчик полностью остановил операционную деятельность.

## История
В соответствии с бизнес-планом Atlantis Armenian Airlines должна была работать на регулярных маршрутах из Еревана в Тбилиси и Кутаиси (Грузия), а также по другим направлениям в регионе по чартерной модели.
В летнем сезоне 2020 года авиакомпания планировала открыть регулярные рейсы из Еревана в Вену, Прагу в дополнение к маршрутам в Москву и Киев на самолётах Airbus A320. В этом же году перевозчик планировал запустить чартерные рейсы на острова Греции.
Компания прекратила операционную деятельность 20 февраля 2021 года.

## Флот
В конце 2019 года воздушный флот авиакомпании Atlantis European Airways составляли следующие самолёты: